# Сен Дје де Вогез
Сен Дје де Вогез (фр. Saint-Dié-des-Vosges) насеље је и општина у Француској у региону Лорена, у департману Вогез налази 61 километар североисточно од Епинала. Смештен је сливу реке Мерте и окружен је пошумљеним брдима. По подацима из 2011. године у општини је живело 21.361 становника, а густина насељености је износила 462,86 становника/km².

## Економија
Град је профитирао од досељавања Алзашана након Француско-пруског рата 1870—1871, а његова индустрија укључује предење и ткање памука, бељење, извлачење жица, металску индустрију и израду чарапа, разних врста радова од дрвета, апарата и производа од гвожђа.

## Историја
Сен Дје је настао око манастира који је основао Деодатум Неверски, који је се одрекао својг епископског звања да би се повукао у ово место. Међу онима који су носили звање градоначелника у били Ђовани де Медичи, потоњи папа Лав X, и неколико принчева из војводства Лорена. Међу привилегијама које је уживало је било ковање новца.
Иако су заједно радили на изградњи градских зидина, свештеници и војводе Лорене су ускоро постали ривали око власти над Сен Дјеом. На крају 15. века једна од првих штампарија у Лорени је основано у Сен Дјеу. Оснивање градског већа 1628. и успостављање бискупије 1777. која је присвојила део њихових духовних надлежности је значајно допринела у смањивању утицаја свештенства, а са Француском револуцијом они су потпуно нестали.
1507. немачки картограф Мартин Валдземилер је направио у Сен Дјеу глобус и велику мапу света које су прве носиле име „Америка”.
Бискупија у Сен Дјеу је основана 1777, али је укинута од стране Свете Столице према конкордату са Наполеоном, а обновљена је 1822.

## Географија

### Клима
| Клима (Сен Дје де Вогез)   | Клима (Сен Дје де Вогез) | Клима (Сен Дје де Вогез) | Клима (Сен Дје де Вогез) | Клима (Сен Дје де Вогез) | Клима (Сен Дје де Вогез) | Клима (Сен Дје де Вогез) | Клима (Сен Дје де Вогез) | Клима (Сен Дје де Вогез) | Клима (Сен Дје де Вогез) | Клима (Сен Дје де Вогез) | Клима (Сен Дје де Вогез) | Клима (Сен Дје де Вогез) | Клима (Сен Дје де Вогез) |
| Показатељ \ Месец          | .Јан.                    | .Феб.                    | .Мар.                    | .Апр.                    | .Мај.                    | .Јун.                    | .Јул.                    | .Авг.                    | .Сеп.                    | .Окт.                    | .Нов.                    | .Дец.                    | .Год.                    |
| -------------------------- | ------------------------ | ------------------------ | ------------------------ | ------------------------ | ------------------------ | ------------------------ | ------------------------ | ------------------------ | ------------------------ | ------------------------ | ------------------------ | ------------------------ | ------------------------ |
| Средњи максимум, °C (°F)   | 4 (39)                   | 6 (43)                   | 12 (54)                  | 14 (57)                  | 19 (66)                  | 23 (73)                  | 24 (75)                  | 24 (75)                  | 21 (70)                  | 15 (59)                  | 8 (46)                   | 6 (43)                   | 24 (75)                  |
| Просек, °C (°F)            | 2 (36)                   | 3 (37)                   | 7 (45)                   | 9 (48)                   | 13,5 (56,3)              | 17,5 (63,5)              | 18,5 (65,3)              | 18,5 (65,3)              | 15,5 (59,9)              | 11 (52)                  | 5,5 (41,9)               | 3,5 (38,3)               | 10,4 (50,7)              |
| Средњи минимум, °C (°F)    | 0 (32)                   | 0 (32)                   | 2 (36)                   | 4 (39)                   | 8 (46)                   | 12 (54)                  | 13 (55)                  | 13 (55)                  | 10 (50)                  | 7 (45)                   | 3 (37)                   | 1 (34)                   | 0 (32)                   |
| Количина падавина, mm (in) | 101 (39,8)               | 91 (35,8)                | 89 (35)                  | 82 (32,3)                | 103 (40,6)               | 98 (38,6)                | 82 (32,3)                | 84 (33,1)                | 83 (32,7)                | 98 (38,6)                | 105 (41,3)               | 110 (43,3)               | 1,126 (443,3)            |
| [ тражи се извор ]         |                          |                          |                          |                          |                          |                          |                          |                          |                          |                          |                          |                          |                          |

## Демографија
| 1962.  | 1968.  | 1975.  | 1982.  | 1990.  | 2011.  |
| ------ | ------ | ------ | ------ | ------ | ------ |
| 23.108 | 25.117 | 25.423 | 23.759 | 22.635 | 21.361 |

## Особине
Град, чије је део изграђен у истоветном стилу након пожара из 1757. је увелико грађен од црвено пешчара. Његова катедрала има романску лађу (12. век) и готски хор; улаз од црвеног камења датира из 18. века. Добро очуван примерак романске архитектуре је манастир из 13. век са каменом проповедаоницом која се може поредити са оном у Пети-Еглису или катедрали Нотр-Дам.
Градска кућа садржи позориште, библиотеку са неким важним рукописима и музеј антиквитета. Ту је и споменик Жилу Ферију, који је рођен овде 1832.

## Високо образовање
Универзитетски технолошки институт IUT (Institut universitaire de technologie)
- Роботика
- Електроника
- Рачунарство
- Интернет
- Графички дизајн
- Саобраћај

## Градови побратими
- Арлон
- Лорен
- Закопане
- Католика
- Лоуел
- Меке
- Фридрихсхафен
- Цриквеница